# Успорено кретање
„Успорено кретање” је југословенски филм први пут приказан 3. јула 1979. године. Режирао га је Ванча Кљаковић а сценарио је написао Томислав Сабљак.

## Радња
Четрдесетгодишњи Борис Новак, некадашња фудбалска звезда и идол генерације, правећи животни баланс, усамљен и уплашен, покушава успоставити емоционални и духовни мост са својим вршњацима. Стога организује прославу двадесетогодишњице матуре, међутим све је много компликованије него што изгледа...

## Улоге
| Глумац               | Улога |
| -------------------- | ----- |
| Реља Башић           |       |
| Борис Бузанчић       |       |
| Саша Дабетић         |       |
| Вања Драх            |       |
| Влатко Дулић         |       |
| Лела Маргитић        |       |
| Миа Оремовић         |       |
| Звонко Стрмац        |       |
| Костадинка Велковска | Вања  |
| Ивица Видовић        |       |